# Confederació Ecom Catalunya
Confederació Ecom Catalunya és una entitat sense ànim de lucre d'àmbit estatal creada el 1971 com a Federació Ecom amb l'objectiu d'aglutinar els esforços de les associacions del sector de les persones amb discapacitat física de tot l'Estat Espanyol i per potenciar conjuntament la integració social i la lliure participació dels discapacitats en totes les activitats socials. L'actual president és Antonio Guillén Martínez. El 2011 va rebre la Creu de Sant Jordi.

## Objectius
El seu objectiu és defensar l'exercici dels drets de les persones amb discapacitat física i treballar per la millora de la seva qualitat de vida. El gener de 2007 es crea la Confederació ecom Catalunya per tal d'optimitzar el treball de la Federació ecom a nivell català i avançar en l'organització del sector de les persones amb discapacitat física a Catalunya. Alhora, també s'ha creat Patronal ecom, associació empresarial que s'encarrega de vetllar per una ordenació empresarial que sigui favorable als drets de les persones amb discapacitat física a qui atenen. La seva seu és a Barcelona.

## Membres
La Confederació ecom representa més de 100 entitats de persones amb discapacitat física de Catalunya. Està format per la Federació d'Entitats Gironines d'Afectats Físics, Orgànics i Sensorials (FEGAFOS), constituïda el 1989; la Federació ecom Lleida, creada el 1994; la Federació ecom Barcelona, fundada el 2004; i la Federació ecom Tarragona, el maig de 2007. És membre del Comitè Català de Representants de Persones amb Discapacitat (COCARNU) i de la Taula d'entitats del Tercer Sector Social de Catalunya.
La Federació agrupa 175 entitats, la majoria d'elles a Catalunya, entre les quals s'hi troba l'Institut Guttmann, la Fundació Esclerosi Múltiple i l'Associació de Paràlisi Cerebral (ASPACE).